# Circa Waves
Circa Waves – zespół założony w 2013 roku, tworzący muzykę z gatunku indie rocka. Circa Waves składa się z wokalisty Kierana Shudalla, basisty Sama Rourke, perkusisty Colina Jonesa i gitarzysty Joe Falconera. 

## Historia

### Wczesne lata (2013)
W 2013 Shoudall poznał Rourke i Plummera przez wspólnych znajomych na festiwalu Liverpool Sound City, a Falconera niedługo po tym. Podczas lata i jesieni 2013 roku zespół odbył kilka krótkich tras koncertowych w Wielkiej Brytanii podczas których grali tzw. tajne koncerty. Shoudall w wywiadach mówi, że nazwa zespołu po prostu przyszła im do głowy, kiedy po przekazaniu pliku na platformę streamingową SoundCloud musieli coś wymyślić.

### Debiutancki singiel i Young Chasers EP (2013-2014)
Ich pierwszy, debiutancki singel „Get Away/Good For Me” ukazał się 2 grudnia 2013 roku. W lutym 2014 roku, Zane Lowell przedstawił ich drugi singiel „Stuck In My Teeth” w swoim zestawieniu Hottest Record in the World (z jęz. angielskiego najgorętszy utwór roku) Zespół wystąpił na otwarciu NME Awards w marcu 2014, razem z Royal Blood, Temples i Interpool.
10 czerwca 2014 Circa Waves wydało swój pierwszy mini-album Young Chasers EP pod wytwónią Virgin EMI w USA. W Japonii album ukazał się 2 lipca tego samego roku.
W 2014 zespół występował jako support dla The 1975 na trasie koncertowej po Australii. 
Circa Waves wystąpiło na wielu festiwalach podczas lata 2014, między innymi na Hurricane i Southside w Niemczech, Glastonbury w Anglii czy Splendour in the Grass w Australii. Zespół ma za sobą również występ na Summer Sonic w Japonii i Arenal Sound w Hiszpanii.  

### Young Chasers (2014-2015)
30 marca 2015 roku Circa Waves wydało swój debiutancki album Young Chasers który wylądował na 10. miejscu UK Albums Chart. Wystąpili na licznych festiwalach, takich jak Glastonbury, Leeds i Reading.  
W 2015 zespół wyruszył na trasę koncertową po Wielkiej Brytanii, w której zagrali wyprzedany koncert na O2 Academy w Brixton. 

### Different Creatures (2016 - obecnie)
Circa Waves ogłosiło swój drugi album studyjny Different Creatures  24 grudnia 2016, wypuszczając swój pierwszy singiel z tej płyty „Wake Up” tego samego dnia. Drugi singiel „Fire That Burns” został wydany 26 stycznia 2017. Album został wydany 10 marca 2017, dotarł na 11. miejsce UK Album Chart.

## Dyskografia

### Albumy
- Young Chasers (Marzec 2014)
- Different Creatures (Marzec 2017)
- What's It Like Over There? (Kwiecień 2019)
- Sad Happy (Marzec 2020)

### Single
| Rok  | Tytuł                      | Album                      |
| ---- | -------------------------- | -------------------------- |
| 2013 | „Good For Me” / „Get Away” | Young Chasers              |
| 2014 | „So Long”                  | Young Chasers              |
| 2014 | „Stuck In My Teeth”        | Young Chasers              |
| 2014 | „Young Chasers”            | Young Chasers              |
| 2015 | „T-Shirt Weather”          | Young Chasers              |
| 2015 | „Fossils”                  | Young Chasers              |
| 2015 | „My Love”                  | Young Chasers              |
| 2017 | „Wake Up”                  | Different Creatures        |
| 2017 | „Fire That Burns”          | Different Creatures        |
| 2017 | „Somebody Else”            | Different Creatures        |
| 2017 | „Goodbye”                  | Different Creatures        |
| 2018 | „Movies                    | What's It Like Over There? |
| 2019 | „Me, Myself and Hollywood” | What's It Like Over There? |
| 2019 | „Times Won't Change Me”    | What's It Like Over There? |
| 2019 | „Jacqueline”               | Sad Happy                  |
| 2019 | „Move To San Francisco”    | Sad Happy                  |